# Turn it up (álbum de Daniela Castillo)
Turn It Up es el tercer álbum de estudio de la cantante chilena Daniela Castillo con lanzamiento el 18 de julio de 2013 en Santiago de Chile, producido por Grupoaparte y con el sello Plaza Independencia. El primer sencillo del mismo nombre "Turn it up" fue lanzado a finales de 2012 para promocionar el nuevo disco que vendría con sonidos internacionales, en inglés y en un estilo mucho más atrevido, al punto que se comparó con producciones de Jennifer Lopez. Para el disco contó con colaboradores como el rapero estadounidense Freakazoid, quien ha trabajado con Shakira y Justin Timberlake, en la canción que le da nombre al disco.

## Producción
Daniela Castillo apuesta con un disco del estilo pop y electrónico, alejándose de las baladas románticas. Producción realizada mayormente en idioma inglés con solo 2 canciones en español. Después del positivo lanzamiento de su primer sencillo "Turn It Up", en noviembre de 2012, Daniela se dedicó por completo a finalizar su nuevo disco. Junto a la productora nacional Grupoaparte y Javier Domínguez como su productor ejecutivo, comenzaron un arduo trabajo de música e imagen.
El disco contiene 10 canciones en total, son 2 baladas y 8 canciones llenas de energía y fuerza, donde destacan los Feat (colaboración) junto a Aroti, banda polinésica, Arlette, cantante lírica, y K´ALi, una nueva apuesta juvenil del pop chileno. Las composiciones fueron realizadas por Grupoaparte, con aportes del Ingeniero en Sonido y Productor Musical Alan Jones. Uno de los puntos más importante, es que Daniela fue parte de todo el proceso, componiendo y escribiendo sus propias letras. El disco permite que Daniela renueve su imagen, más deportiva, estilo glam y juvenil, para demostrar toda su sensualidad, energía y alegría.

## Lanzamiento
El 18 de julio de 2013, Daniela Castillo sube al escenario de la Sala Gente en la comuna de Las Condes, Santiago de Chile, para el lanzamiento del disco. Acompañada de dos Djs, dos bailarinas y una escenografía que contaba con proyecciones de algunos sus videos. Además, la presentación cuenta con los tres invitados especiales que la acompañan en tres canciones respectivas: canta con Aroti Polinesia en "Olvida Todo", K´ALi en "Sexy Heaven" y Arlette en "I Need Space". El espectáculo estuvo lleno del sonido y energía del pop electrónico inglés, más algunos de sus temas más conocidos como "Tu Volverás" y "Obsesión" en nuevas versiones remix. El disco es vendido al público interesado con la opción de adquirir un autógrafo de la cantante.

## Lista de canciones
A continuación se presenta la lista de canciones del álbum:

| Disco y Descarga Digital |                                        |                             |                              |          |  |
| N.º                      | Título                                 | Letras                      | Música                       | Duración |  |
| 1.                       | «Turn It Up» (feat. Freakazoid)        | Felipe Yanzon               | Felipe Yanzon                | 03:53    |  |
| 2.                       | «You See»                              | Felipe Yanzon               | Felipe Yanzon                | 03:25    |  |
| 3.                       | «Someone»                              | Daniela Castillo            | Alan Jones                   | 04:01    |  |
| 4.                       | «Juro»                                 | Daniela Castillo            | Alan Jones, Javier Domínguez | 03:43    |  |
| 5.                       | «I Need Space» (feat. Ariette Abrilot) | Daniela Castillo            | Alan Jones                   | 03:33    |  |
| 6.                       | «Olvida Todo» (feat. Aroti Polinesia)  | Daniela Castillo            | Alan Jones                   | 03:12    |  |
| 7.                       | «Sexy Heaven» (feat. K'Ali)            | K'Ali                       | K'Ali, Alan Jones            | 03:29    |  |
| 8.                       | «So Easy For you So Hard For Me»       | Daniela Castillo            | Javier Domínguez, Alan Jones | 03:45    |  |
| 9.                       | «Turn Off The Lights»                  | Alan Jones                  | Alan Jones                   | 03:32    |  |
| 10.                      | «I'm Alive»                            | Alan Jones, Gabriela Cavada | Alan Jones, Gabriela Cavada  | 03:38    |  |